# 流交信号場
流交信号場（ユギョしんごうじょう）は、大韓民国江原道原州市杏邱洞にかつて存在した韓国鉄道公社中央線の信号場である。

## 路線
- 韓国鉄道公社
  - 中央線

## 歴史
- 1977年4月1日 : 信号場として営業開始。[1]
- 1995年8月10日 : 有人信号場に変更。
- 2005年4月1日 : 無人信号場に変更。
- 2021年1月5日：西原州駅 - 堤川駅間の新線切り替えに伴い廃止。

## 隣の駅
韓国鉄道公社
中央線
原州駅 - 流交信号場 - 盤谷駅